# Biển Aegea

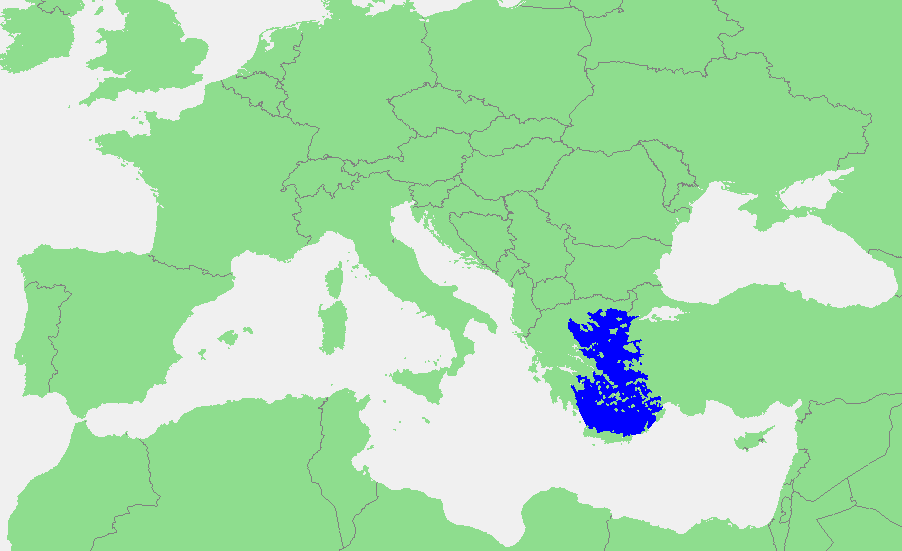
Bản đồ vị trí biển Égée ở Địa Trung Hải

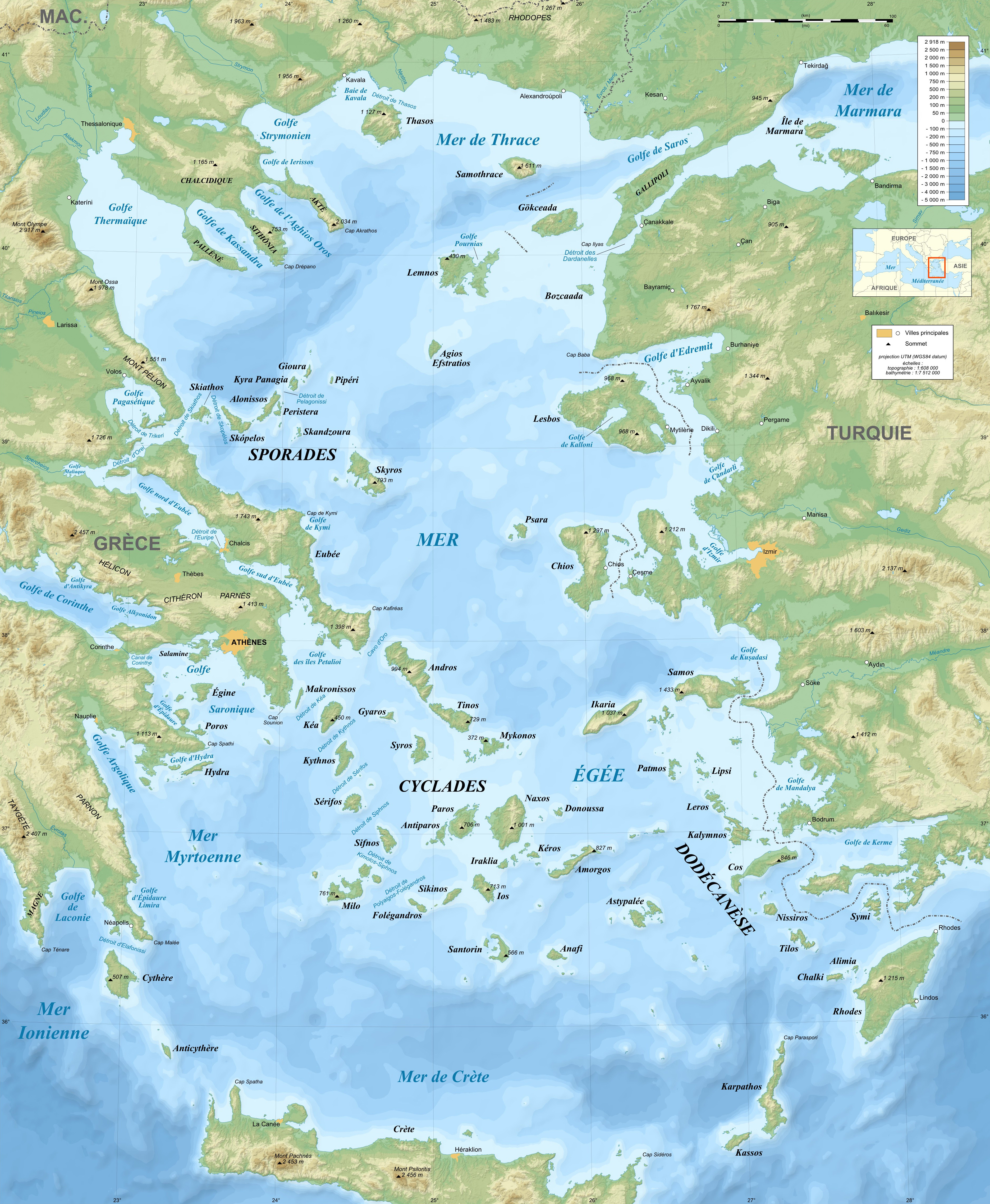
Bản đồ địa hình

Biển Aegea (theo tiếng Anh) hoặc Biển Égée (Ê giê) (theo tiếng Pháp) (tiếng Hy Lạp: Αιγαίο πέλαγος, Aigaío Pélagos, tiếng Việt: Biển Aigaio) là một vùng vịnh nối dài của Địa Trung Hải nằm giữa nam Balkan và bán đảo Anatolie, giữa Hy Lạp và Thổ Nhĩ Kỳ. Nó nối liền với biển Marmara và Biển Đen về phía bắc thông qua eo Dardanelles và Bosphore. Quần đảo Égée nằm trong biển này. Vùng Égée bao gồm chín tỉnh ở tây nam Thổ Nhĩ Kỳ, trong những phần giáp với biển Égée.

## Địa lý

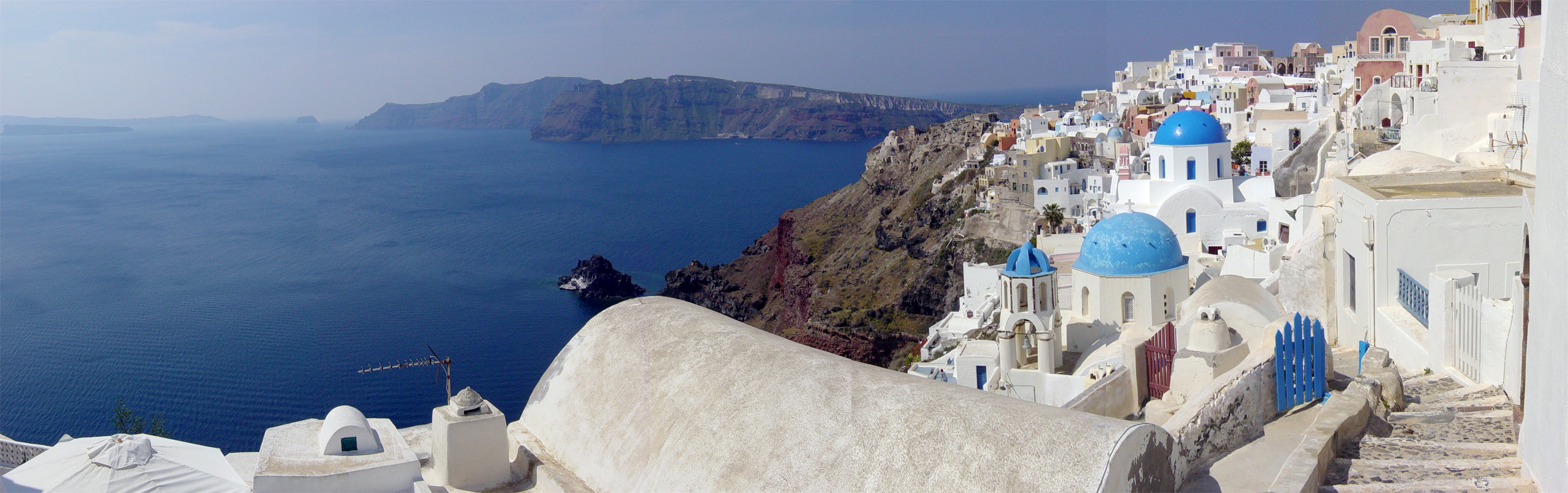
Ảnh toàn cảnh đảo Santorini, chụp từ Oia.

Biển Égée bao phủ diện tích khoảng 214.000 km². Độ sâu tối đa của biển là 3.543 m, ở phía đông Crete. Cáo đảo ở biển Égée phân định ranh giới phía nam của nó (từ đông sang tây): Kythera, Antikythera, Crete, Kasos, Karpathos và Rhodes.